# Europeiska förklaringen om digitala rättigheter och principer för det digitala decenniet
Europeiska förklaringen om digitala rättigheter och principer för det digitala decenniet är en förklaring om digitala rättigheter och principer som undertecknades av Europaparlamentets talman Roberta Metsola, Tjeckiens premiärminister Petr Fiala (som representant för det tjeckiska ordförandeskapet i Europeiska unionens råd) och Europeiska kommissionens ordförande Ursula von der Leyen den 15 december 2022. Förklaringen föreslogs ursprungligen av kommissionen von der Leyen I i januari 2022.
Syftet med förklaringen är att vägleda EU:s digitala omställning och säkerställa att den är förenlig med grundläggande rättigheter, till exempel dataskydd, rätt till integritet, icke-diskriminering och jämställdhet.